# Sturnelle à sourcils blancs
Leistes superciliaris
Espèce
Répartition géographique
- habitat permanent
- zone de nidification
- zone d'hivernage

Statut de conservation UICN

 LC  : Préoccupation mineure
La Sturnelle à sourcils blancs (Leistes superciliaris) est une espèce d'oiseaux d'Amérique du Sud de la famille des ictéridés.

## Répartition
La Sturnelle à sourcils blancs se retrouve dans l’est, l’ouest et le sud du Brésil, le Paraguay, l’Uruguay, l’ouest de la Bolivie, l’extrême sud-ouest du Pérou et le nord de l’Argentine.

## Habitat

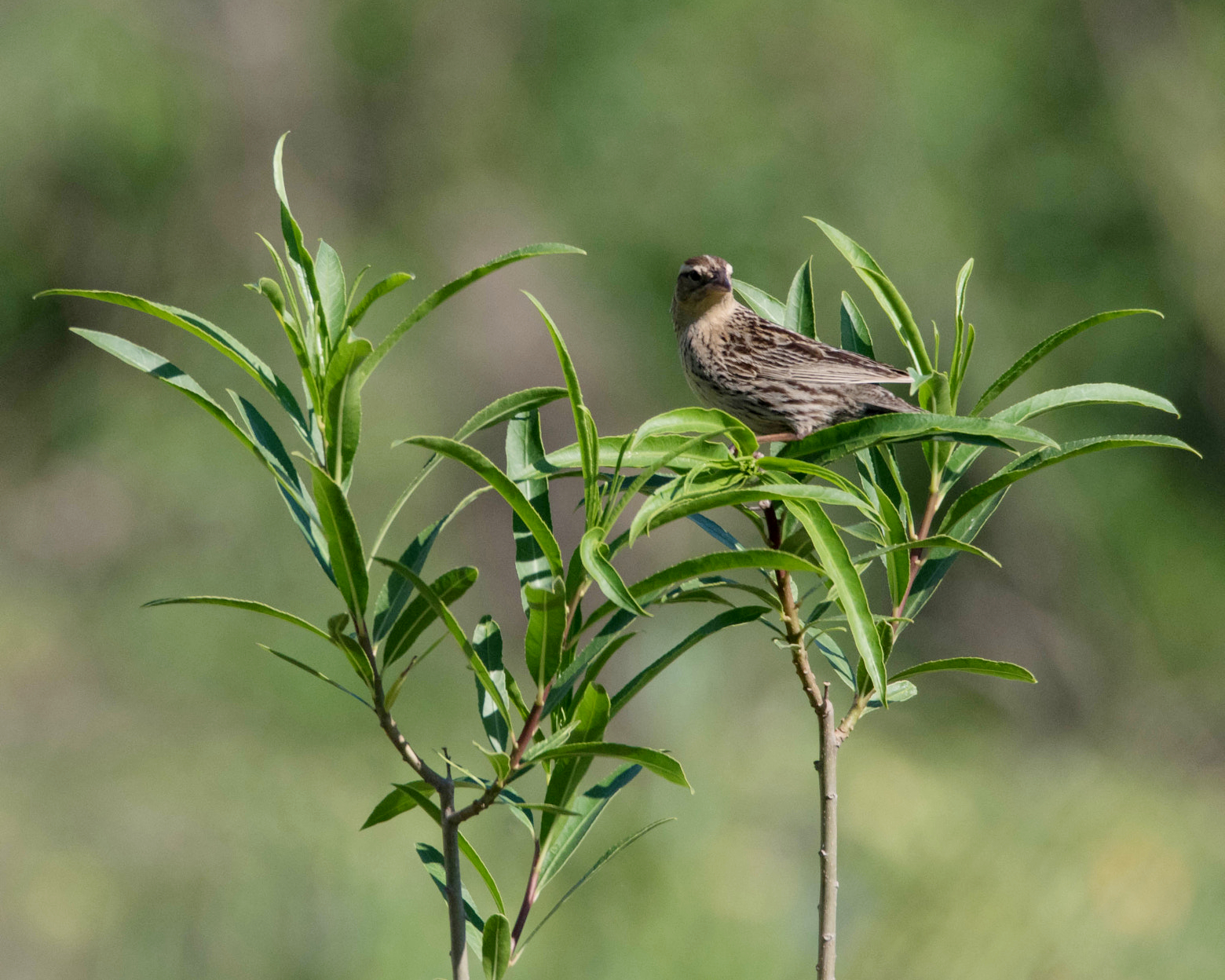
Une femelle.

La Sturnelle à sourcils blancs fréquente les champs, les pâturages et les zones agricoles. Elle affectionne particulièrement les terrains humides. Elle se voit souvent se nourrissant à proximité du bétail en petits groupes d'une manière qui n’est pas sans rappeler l’Étourneau sansonnet. La déforestation dans le nord de sa distribution a de beaucoup étendu l’habitat propice pour cette espèce.

## Nidification
La Sturnelle à sourcils blancs est territoriale pendant la saison de nidification. Elle défend l’accès à son territoire, non seulement aux membres de la même espèce, mais aussi aux membres de la Sturnelle des pampas.
Le nid, placé au sol, est camouflé par les herbacés. Les œufs sont au nombre de 3 à 5. Cette Sturnelle est fréquemment parasitée par le Vacher luisant.